# بولين هونديما
بولين هونديما (من مواليد 28 مارس 2000) هي لاعبة هولندية متخصصة في الوثب الطويل. بطلة وطنية عدة مرات. فازت باللقب الوطني الهولندي لأول مرة في أبلدورن في يونيو 2022. فازت باللقب الهولندي داخل الصالات 2024.كما فازت بلقبها الوطني الهولندي للمرة الثالثة على التوالي. مثلت هولندا في دورة الألعاب الأوروبية 2023 في سيليزيا. في يوليو 2023، حققت أفضل رقم شخصي جديد لها وهو 6.76 مترًا في المنافسة في كورتريجك، بلجيكا. في ذلك الشهراحتفظت بلقبها الوطني الهولندي في بريدا.
شاركت في بطولة العالم لألعاب القوى 2023 في بودابست، وخسرت المباراة النهائية بفارق أربعة سنتيمترات. نافست في بطولة أوروبا لألعاب القوى 2024 في روما. تم اختيارها للمشاركة في دوؤة الألعاب الأولمبية الصيفية 2024 في باريس.